# ثنائي إيزوسيانات التولوين
ثنائي إيزوسيانات التولوين (TDI) هو مركب عضوي بالصيغة CH 3 C 6 H 3 (NCO) 2. اثنان من الأيزومرات الستة المحتملة لهما أهمية تجارية (CAS: 584-84-9) 2،4- TDI و(CAS: 91-08-7) 2،6-TDI . ينتج 2،4-TDI في الحالة النقية، ولكن يتم تسويق TDI غالبًا على أنه خليط 80/20 و 65/35 من الأيزومرات 2،4 و 2،6 على التوالي، حيث يمثل 34.1 ٪ من سوق الـأيزوسيانات العالمي في عام 2000، ويحتل المرتبة الثانية بعد ميثيلين ثنائي-الفينيل ثنائي-أيزوسيانات (MDI) . أنتج ما يقارب من 1.4 مليار كيلوغرام في عام 2000.  جميع ايزومرات TDI عديمة اللون، على الرغم من أن العينات التجارية يمكن أن تظهر صفراء.

## التوليف
يحضر 2،4-TDI في ثلاث خطوات من تولوين عبر ثنائي نيتروتولوين و2،4-ديامينوتولوين (TDA). ويتعرض TDA إلى الفوسحينة، أي العلاج مع الفوسجين على شكل TDI. تنتج هذه الخطوة الأخيرة حمض الهيدروكلوريك كمنتج ثانوي وهو مصدر رئيسي لحمض الهيدروكلوريك الصناعي. 
ينتج عن تقطير خليط TDI الخام خليط 80:20 من 2،4-TDI و 2،6-TDI، المعروف باسم TDI (80/20). يمكن استخدام تمايز أو فصل TDI (80/20) لإنتاج 2،4-TDI نقي ومزيج 65:35 من 2،4-TDI و 2،6-TDI، والمعروف باسم TDI (65/35).

## التطبيقات
تتفاعل مجموعات الأيزوسيانات الوظيفية في TDI مع مجموعات الهيدروكسيل لتكوين روابط كربامات (يوريتان). تتفاعل مجموعتا الأيزوسيانات في TDI بمعدلات مختلفة: الموضع الرابع أكثر تفاعلًا بأربع مرات تقريبًا من الموضع الثاني. 2،6-TDI هو جزيء متماثل وبالتالي لديه مجموعتان من الأيزوسيانات ذات تفاعل مماثل، على غرار الموضع 2 على 2،4-TDI. ومع ذلك نظرًا لأن كلا مجموعتي الأيزوسيانات مرتبطان بنفس الحلقة العطرية، فإن تفاعل مجموعة إيزوسيانات واحدة سيؤدي إلى تغيير في تفاعل مجموعة الأيزوسيانات الثانية.  كما أنها تستخدم في بعض الأحيان في وقود الصواريخ . 
يستخدم أيضًا في إنتاج رغاوي البولي يوريثين الصلبة مع ثبات درجة الحرارة العالية.

## المخاطر
الجرعة المميتة الوسطية لـ TDI هو 5800 ملغم / كغم للتلامس عن طريق الفم و لـ 610 ملغم / م 3 للبخار. على الرغم من السمية المنخفضة المشار إليها، فإن TDI تصنف على أنها «شديدة السمية» من قبل الجماعة الأوروبية.
في الولايات المتحدة وضعت إدارة السلامة والصحة المهنية حدًا مسموحًا به للتعرض بحد أقصى 0.02 جزء في المليون (0.14) ملغم / م 3 )، في حين أن المعهد الوطني للسلامة والصحة المهنية لم يحدد حد التعرض الموصى به، بسبب تصنيف تولوين ثنائي أيزوسيانات كمادة مسرطنة مهنية محتملة. كانت هذه المادة الكيميائية واحدة من العديد من المواد التي تسببت في انفجارين هائلين في مستودع للمواد الكيميائية المتمركز في تيانجين، الصين في 13 أغسطس 2015 
تتوفر المعلومات حول المناولة ومعدات الحماية الشخصية ومراقبة التعرض والنقل والتخزين وأخذ العينات وتحليل TDI والتعامل مع الحوادث والمواضيع الصحية والبيئية.  جميع المنتجين الرئيسيين لـ TDI هم أعضاء في معهد إيزوسيانات الدولي،  والتي تهدف إلى تعزيز التعامل الآمن مع TDI في مكان العمل والمجتمع والبيئة.
يمكن أن يؤدي التعرض عالي المستوى إلى متلازمة مجري الهواء التفاعلي و هو خلل وظيفي في الشعب الهوائية التفاعلية. 

## روابط خارجية
- بطاقة السلامة الكيميائية الدولية 0339
- دراسة IARC: "Toluene Diisocyanates"
- دليل الجيب NIOSH للمخاطر الكيميائية
- موضوع السلامة والصحة في NIOSH: Isocyanates ، من الموقع الإلكتروني للمعهد الوطني للسلامة والصحة المهنية (NIOSH)
- معهد الإيزوسيانات الدولي http://www.diisocyanates.org